# Rubiós (Orense)
Rubiós (llamada oficialmente San Pedro de Rubiós) es una parroquia y un lugar del municipio español de Riós, en la provincia de Orense, Galicia.

## Organización territorial
La parroquia está formada por dos entidades de población:
- Mañoás
- Rubiós

## Demografía

### Parroquia
| Gráfica de evolución demográfica de Rubiós (parroquia) entre 2000 y 2023 |
|                                                                          |
| Datos según el nomenclátor publicado por el INE.                         |

### Lugar
| Gráfica de evolución demográfica de Rubiós (lugar) entre 2000 y 2023 |
|                                                                      |
| Datos según el nomenclátor publicado por el INE.                     |

## Patrimonio
La iglesia de San Pedro de Rubiós fue construida en el año 1700 por Francisco de Rosales, maestro carpintero, siendo abad Juan de Figueroa, comisario del Santo Oficio. En la puerta principal se conserva el escudo en piedra de una casa noble. Más antiguo que el edificio es una talla en madera de la Virgen con el niño, quizás del siglo XVI, conocida como la Virgen de la O. Los retablos laterales de la iglesia son de la misma época.

## Festividades
Su patrón parroquial es San Pedro.